# Novelas de Baron Trump
Las novelas de Baron Trump son dos novelas infantiles escritas en 1889 y 1893 por el autor y abogado estadounidense, Ingersoll Lockwood. Se mantuvieron en la oscuridad hasta 2017, cuando recibieron atención por parte de los medios por las similitudes entre el protagonista y el presidente Donald Trump y su hijo, Barron Trump.

## Publicación en elsigloXIX
Lockwood publicó la primera novela, Travels and adventures of Little Baron Trump and his wonderful dog Bulger, en 1889, y su secuela, Baron Trump's Marvelous Underground Journey, en 1893. La novela cuenta las aventuras del niño alemán, Wilhelm Heinrich Sebastian Von Troomp, quien se hace llamar "Baron Trump", mientras descubre civilizaciones subterráneas extrañas, ofende a los nativos, huye de sus enredos con mujeres locales y repite ese mismo patrón hasta llegar a casa, a Castle Trump.
Las novelas fueron parte de una moda de un tipo de literatura que respondió a la demanda de libros de aventuras comenzado con la obra de Lewis Carroll, Alicia en el país de las maravillas (1865). Sin embargo, fueron recibidas de forma indiferente y no entraron en el canon de literatura infantil. Un crítico en 1891, escribió: "El autor trabaja a través de 300 páginas de narrativa fantástica y grotesca, de vez en cuando golpeando una chispa de ingenio; pero la llama emite poca luz y una tiene que buscar a tientas la historia."

## Redescubrimiento
En julio de 2017, los libros fueron descubiertos por usuarios de foros de Internet, y los medios, se dieron cuenta de las similitudes entre el protagonista y Donald Trump y su hijo, quien se llama Barron Trump. Jaime Fuller escribió en Politico que Baron Trump es "precoz, inquieto y propenso a meterse en problemas", a menudo menciona su enfermo cerebro, y que tiende a insultar a todo el que conoce. Chris Riotta señaló en Newsweek que la aventuras de Baron Trump comienzan en Rusia. Riotta también mencionó otro libro de Ingersoll's, 1900; or, The Last President, en el que Nueva York está dividido por las protestas luego de la sorprendente victoria de un candidato populista en las  elecciones presidenciales de 1896 que provoca la caída de la república estadounidense.
A julio de 2017, la productora de películas y votante de Trump, Leigh Scott, estaba reuniendo fondos para hacer una adaptación cinematográfica de las novelas de Baron Trump.